# Струнников Микола Іванович
Микола Іванович Стру́нников (рос. Николай Иванович Струнников; нар. 14 травня 1871, Орел — пом. 20 вересня 1945, Москва) — советський живописець; член Асоціації художників революційної Росії з 1923 року; заслужений діяч мистецтв РРФСР з 1940 року. Як учень українського художника Іллі Рєпіна, зробив помітний внесок в українське національне мистецтво.

## Біографія
Народився 14 травня 1871 в місті Орлі (тепер Росія) в багатодтній родині. Початкову художню освіту здобув у московській майстерні художника Сергія Грибкова у 1887 році. У 1892—1899 роках був вільним слухачем Московського училища живопису, скульптури та зодчества, де навчався у Абрама Архипова та Валентина Сєрова. Навчання закінчив з двома срібними і бронзовою медалями. У 1901—1906 роках навчався у Петербурзькій академії мистецтв у Іллі Рєпіна.
У 1913—1922 роках жив і працював в Україні, викладав у Київській художній школі.
На замовлення історика Дмитра Яворницького Микола Струнников виконав фреску в його будинку (нині меморіальний музей Д. І. Яворницького в м. Дніпрі) "Тарас Бульба з синами". Є автором портрета запорожця (1906), для якого позував славетний український борець і спортсмен Іван Піддубний, - портрет нині в експозиції Дніпропетровського національного історичного музею ім. Д. І. Яворницького.
Рятуючись від голоду 1921-1923 років, Микола Струнников з родиною оселився в наддніпрянському селі Біленькому неподалік Олександрівська (нині м. Запоріжжя), де малював портрети місцевих селян, просвітян, нащадків запорожців. Підписував їх, як Струнник. Ці портрети нині зберігаються у фондах Дніпровського художнього музею.
Про тодішнє перебування митця в центрі України писала олександрівська газета "Червоний шлях" 7 січня 1922 року:
"Вартий уваги
Прибувши в с. Біленьке по дорученню Повітвиконкому для приєднання його до Запоріжського повіту (до сього часу се село належало до Січеславського повіту), я довідався від співробітників освіти про те, що ними відремонтовано народній будинок і пристосовані декорація та занавіс для сцени. Зацікавлення щодо роботи штовхнуло мене піти самому побачити її.
Зайшовши до будинку, перед себе побачив я надзвичайно мистецьки намальовані декорацію та занавіс: на декорації красується чудовий краєвид українського села з роскішними садками та біленькими хатками, а на занавісу росхварбовано Тараса Бульбу з синами на баських конях; суворий погляд Тараса на Андрія зразу дає поняти гнів його на сина за зраду бідних. Чудова художня робота зацікавила мене, і я рішив побачити того, хто намалював сі театральні приладдя.
Аби довідатися про адресу художника, я пішов до техникума. І тут побачив мистецьку працю його: на стіні почеплені потрети: Шевченка й інших, намальовані сим художником.
Отже, по адресі, взятій в техникумі, я завітав до художника Миколи Йвановича Струннікова. Надзвичайно мене вразило убоге життя сієї талантовитої особи: сем‘я його: жінка та дітки голодні й обірвані, хата похила й сумна...
В розмові з М І. Струнніковим я довідався, що він учень видатного художника Рєпіна, а знання своє використував на корість пригнічених пролетарів. Нині в с. Біленькім в техникумі відчинив художню студію, виховує молодь.
По заклику письменника В. А. Гиляровського М. І. Струнніков переїздить до Москви. «їдь, друже, в Москву, — пише письменник художнику, — бо я знаю твою руку і знаю твого пензеля; така людина, як ти, потрібна тут для боротьби з гидкими малюваками кубистів та фукистів, до яких непріємно ставиться і т. Луначарський. Твоя рука славилася, то славитиметься й надалі».
Помер Микола Струнников  в Москві 20 вересня 1945 року. Похований в Москві на Новодівочому цвинтарі.

## Творчість
Автор психологічних портретів і жанрових картин:
- «Портрет В. Гіляровського» (1897);
- «1905 рік. Безробітні» (1905);
- «Похорон Баумана» (1924);
- «Партизан» (1929);
- «Молодь, на літаки!» (1937).

1919 року брав участь у розписі Луцьких казарм у Києві.

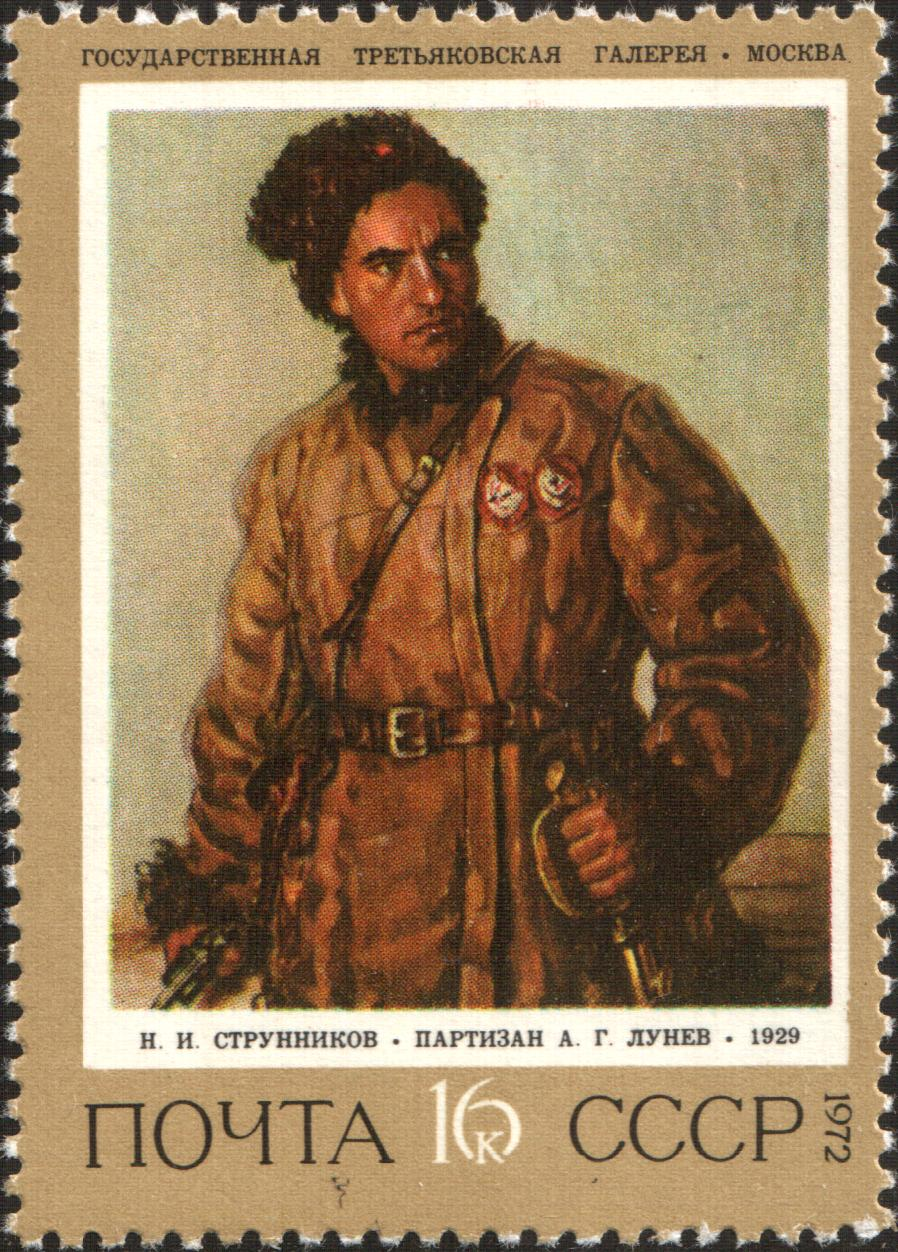
Портрет Луньова на радянській поштовій марці.

У період 1927—1930 років створив галерею портретів героїв громадянської війни — Ворошилова, Пархоменко, Подвойського. За портрет партизана Луньова був нагороджений Золотою медаллю на Міжнародній виставці в Парижі 1937 року.
Роботи зберігаються у Третьяковській галереї у Москві, Центральному музеї Збройних сил у Москві, Музеї новітньої історії Росії в Москві, Дніпропетровському національному історичному музеї імені Д. Яворницького, Полтавському, Донецькому художніх музеях.